# 32598 Vanialorenzi
32598 Vanialorenzi este o planetă minoră (asteroid), cu un diametru de 5,214 km, din centura de asteroizi. A fost descoperită pe 23 august 2001 la Stația Anderson Mesa de Lowell Observatory Near-Earth-Object Search. 
Obiectul prezintă o orbită caracterizată de o semiaxă mare de 2,7784183 UAi, o excentricitate de 0,01, o înclinație de 1,64932 ° în raport cu ecliptica.